# Törökország vulkánjainak listája
Ez Törökország aktív és kialudt tűzhányóinak listája.

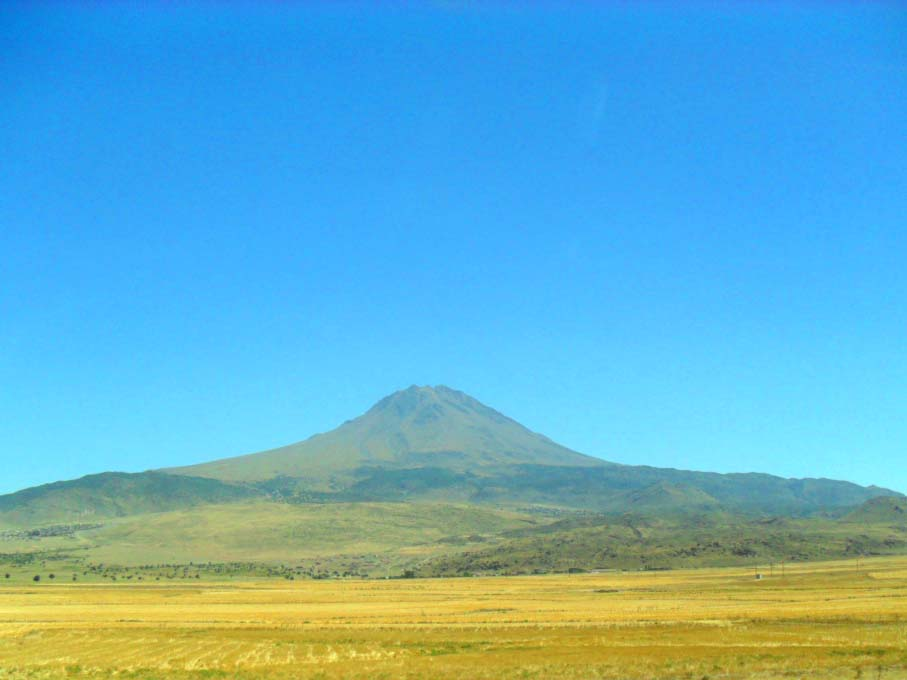
Hasandağı

| Név               | Felépítés       | Magasság | Koordináták                                                       | Utolsó kitörés |
| Acıgöl-Nevşehir   | Kaldera         | 1689     | é. sz. 38,57°, k. h. 34,52°38.570000°N 34.520000°EAcıgöl-Nevşehir | holocén        |
| Akyarlar          | Lávadóm         | 172      | é. sz. 36,98°, k. h. 27,31°36.980000°N 27.310000°EAkyarlar        | ismeretlen     |
| Ararát-hegy       | Rétegvulkán     | 5137     | é. sz. 39,70°, k. h. 44,28°39.700000°N 44.280000°EMount Ararat    | 1840           |
| Erciyes Dağı      | Rétegvulkán     | 3916     | é. sz. 38,52°, k. h. 35,38°38.520000°N 35.380000°EErciyes Dağı    | i. e. 253      |
| Girekol           | Pajzsvulkán     | –        | é. sz. 39,17°, k. h. 43,33°39.170000°N 43.330000°EGirekol         | holocén        |
| Göllü Dağ         | Lávadóm         | 2143     | é. sz. 38,25°, k. h. 34,57°38.250000°N 34.570000°EGöllü Dağ       | holocén        |
| Hasan Dağı        | Rétegvulkán     | 3253     | é. sz. 38,13°, k. h. 34,17°38.130000°N 34.170000°EHasan Dağı      | i. e. 6200     |
| Karaca Dağ        | Pajzsvulkán     | 1957     | é. sz. 37,67°, k. h. 39,83°37.670000°N 39.830000°EKaraca Dağ      | –              |
| Karadağ           | Vulkanikus mező | 2271     | é. sz. 37,25°, k. h. 33,08°37.250000°N 33.080000°EKaradağ         | –              |
| Karapınar Düzlüğü | Vulkanikus mező | 1302     | é. sz. 37,67°, k. h. 33,65°37.670000°N 33.650000°EKarapınar Field | i. e. 6200     |
| Kars Plateau      | Vulkanikus mező | 3000     | é. sz. 40,75°, k. h. 42,90°40.750000°N 42.900000°EKars Plateau    | ismeretlen     |
| Kula (vulkán)     | Vulkanikus mező | 750      | é. sz. 38,58°, k. h. 28,52°38.580000°N 28.520000°EKula            | holocén        |
| Nemrut-hegy       | Rétegvulkán     | 2948     | é. sz. 38,65°, k. h. 42,23°38.650000°N 42.230000°ENemrut Dağı     | 1692           |
| Süphan Dağı       | Rétegvulkán     | 4158     | é. sz. 38,92°, k. h. 42,82°38.920000°N 42.820000°ESüphan Dağı     | holocén        |
| Tendürek Dağı     | Pajzsvulkán     | 3584     | é. sz. 39,33°, k. h. 43,83°39.330000°N 43.830000°ETendürek Dağı   | 1855           |

## Fordítás
Ez a szócikk részben vagy egészben  a   List of volcanoes in Turkey című angol Wikipédia-szócikk ezen változatának fordításán alapul.  Az eredeti cikk szerkesztőit annak laptörténete sorolja fel. Ez a jelzés csupán a megfogalmazás eredetét és a szerzői jogokat jelzi, nem szolgál a cikkben szereplő információk forrásmegjelöléseként.